# Het carillon van Duinkerke

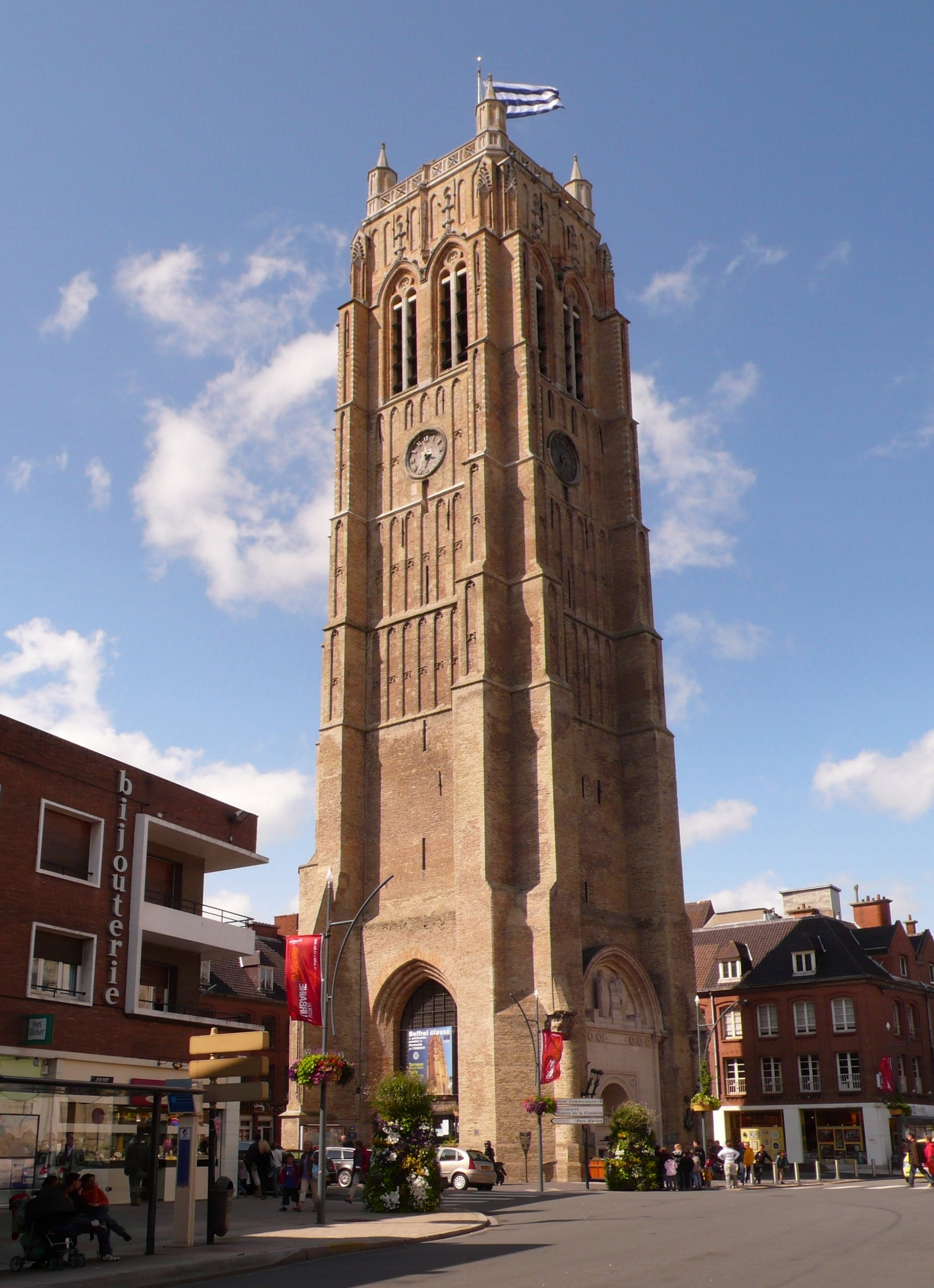
Belfort van Duinkerke met carillon

Het carillon van Duinkerke is een Frans-Vlaams volksliedje.
Dit liedje werd opgetekend door Edmond de Coussemaker, uitgegeven in 1856 in de bundel: Chants populaires des Flamands de France en heeft de volgende tekst:
Een kalemanden rok,
een wit mantlyntjen d'rop;
en weet ye waer da'k weunen?
al in Sint Gillis dorp.
Een lynwaden kazakje,
een biezeboomen rok,
en - zou 'k daermeê niet lachen? -
de fruytpan op zyn kop.
Nu zijn er drie Vlaamse dorpen die Sint-Gillis heten, maar die liggen geen van alle in Frans-Vlaanderen. Het is een kinderliedje waarvan de betekenis niet altijd duidelijk is maar die wel herleid wordt tot een besneeuwde kerktoren, die er uit zou zien als een wonderlijk geklede persoon.
Een carillon komt in de tekst niet voor. Dit maakt de titel enigszins raadselachtig, tenzij het om een liedje gaat dat vaak door het carillon van Duinkerke werd gespeeld.
Het wijsje staat bekend als een branle en werd al opgetekend in 1761 in de -in Den Haag uitgegeven- bundel: Amusement des Compagnies onder de titel: Le carillon de Dunkerque, met daarbij het Franstalige liedje:
Allons vite, Fanchon,
Dansons, rions, chantons,
C'est la bonne saison
Pour danser un Carillon.
Par ma douce musette
Tu seras satisfaite;
De ma tendre chanson
Formons tous deux l'unisson.
Par les plus doux plaisirs
Contentons nos désirs.
Dit dansliedje werd wel op het eind van een bal uitgevoerd.
Speculaties omtrent de oorsprong van het wijsje gaan terug tot gissingen omtrent een Hollandse dan wel een Duitse oorsprong. De ouderdom zou misschien terug gaan tot 1540.

## Heden
Het kinderliedje Een kalamanden rok werd in 1941 opgenomen in de bundel Nederlands Volkslied en werd vele jaren lang door basisschoolleerlingen gezongen. Het wijsje maakte zelfs de sprong over de Atlantische Oceaan en wordt als The Chimes of Dunkirk gedanst door onder meer de New England Dancing Masters, in de Verenigde Staten.